# Polyplectropus charlesi
Polyplectropus charlesi är en nattsländeart som först beskrevs av Ross 1941.  Polyplectropus charlesi ingår i släktet Polyplectropus och familjen fångstnätnattsländor. Inga underarter finns listade i Catalogue of Life.